# Cífer
Cífer (deutsch Ziffer, ungarisch Cifer – bis 1907 Ciffer) ist eine Gemeinde im Westen der Slowakei mit 4886 Einwohnern (Stand 31. Dezember 2024) und ist einwohnerbezogen die größte Gemeinde des Okres Trnava.

## Geographie

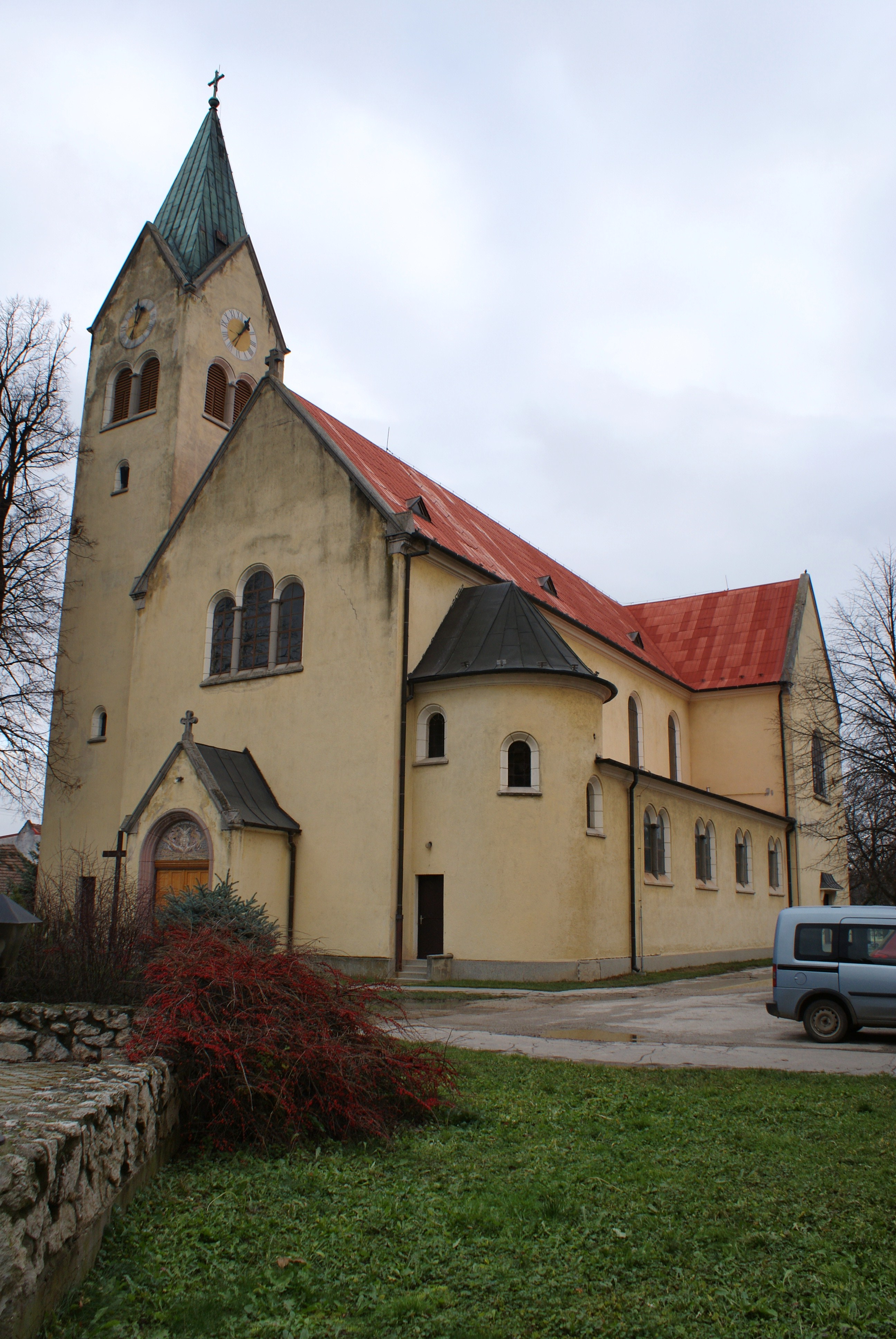
Kirche im Ort

Cífer liegt im südwestlichen Teil des Hügellands Trnavská pahorkatina, einem Teil des slowakischen Donautieflands. Durch den Ort fließt der Bach Gidra, der von den Kleinen Karpaten im Nordwesten heraus verläuft. Das Ortszentrum liegt auf der Höhe von 147 m n.m. und ist 12 Kilometer von Trnava entfernt.
Die Gemeinde gliedert sich in den Hauptort Cífer sowie Jarná (bis 1948 slowakisch Gocnod, bis 1960 Božetechovo; deutsch Gottesgnad, ungarisch Gocnód bzw. seit 1913 Dajta) und Pác (vor 1927 Pácy; ungarisch Pusztapát), die 1974 eingemeindet wurden.

## Geschichte
Die ersten Nachweise einer Besiedlung stammen aus der Jungsteinzeit. Bekannt ist vor allem jedoch die archäologische Fundstätte im Ortsteil Pác, mit Funden aus der Bronze- und Eisenzeit, germanische und römische Siedlungen.
Der Ort wurde 1291 zum ersten Mal schriftlich erwähnt. Er gehörte zu den Grafen von Lefantovce, seit dem 17. Jahrhundert dann mehreren Herrscherfamilien. Anfang des 18. Jahrhunderts erhielt Cífer das Marktrecht und entwickelte sich als eine Minderstadt. 1828 hatte Cífer 147 Häuser und 1045 Einwohner.

## Bevölkerung
| Jahr:                | 1994. | 2004.   | 2014.   | 2024.    |
| -------------------- | ----- | ------- | ------- | -------- |
| Anzahl der Personen: | 3765  | 3837    | 4142    | 4886     |
| Unterschied:         |       | +1,91 % | +7,94 % | +17,96 % |

| Jahr:                | 2023. | 2024.   |
| -------------------- | ----- | ------- |
| Anzahl der Personen: | 4832  | 4886    |
| Unterschied:         |       | +1,11 % |

## Städtepartnerschaften
| - Prellenkirchen, Österreich |

## Persönlichkeiten
Eduard Mahler (1857–1945), ungarischer Orientalist, Naturwissenschaftler und Archäologe